# Links der Isar – rechts der Spree (1940)
Links der Isar – rechts der Spree ist ein deutsches Filmlustspiel aus dem Jahr 1940, das unter der Regie von Paul May entstand. Die Hauptrollen verkörperten Fritz Kampers, Charlotte Schellhorn und Fritz Genschow.

## Handlung
Die hübsche Anni Speckmeier verbringt im Winter eine schöne Zeit in den Bergen und lässt sich dabei von dem Berliner Alfred Schulze ein wenig im Skifahren unterrichten. In ihrer Heimatstadt München führt Vater Xaver Speckmeier derweil in der Familie ein strenges Regiment. Seine grundsätzliche Abneigung gegen alles „Berlinerische“ wird unter anderem dadurch verstärkt, als das er bei einer Berliner Lotterieeinnahme „Schulze“ ein Lotterielos käuflich erworben aber nicht bezahlt hat. Auf das Los ist nunmehr ein Gewinn in Höhe von RM 5000 entfallen. Auf Grund der Nichtzahlung verweigert der Lotterieeinnehmer „Schulze“ schriftlich die Auszahlung des Gewinns. Gegenüber seinem Freund Georg Oberhauser betont Xaver erbost, nunmehr einen Anwalt in dieser Sache beauftragen zu wollen. Auch seinen Stammtischbrüdern gegenüber äußert sich Xaver Speckmeier im Hinblick auf diese Ereignisse sehr kritisch über die „Berliner“.
Nach Rückkehr aus dem Skiurlaub stellt Anni ihren Eltern Alfred Schulze, der und ebenso dessen Familie in keiner Verbindung zu der Berliner Lotterieeinnahme „Schulze“ steht, als zukünftigen Bräutigam vor. Vater Xaver Speckmeier ist über die zukünftige Verbindung nicht sehr erfreut. Bei der Verlobungsfeier kommt es zwischen Alfred und Xaver Speckmeier zu einem Eklat und Vater Speckmeier verweigert seine Zustimmung zur Heirat. Alfred bittet daraufhin seinen Vater in Berlin brieflich um Hilfe. Dieser eilt umgehend nach München, um in der Sache zu vermitteln. Doch die Bemühungen von Vater Schulze scheitern. Alfred und Anni beschließen, ohne Einwilligung von Vater Speckmeier, nach Berlin zu gehen. Diese Entscheidung teilt Anni ihrem Vater in einem Brief nach der Abreise mit.
Xaver Speckmeier beschließt daraufhin gemeinsam mit seinem Freund Georg Oberhauser seiner Tochter nach Berlin hinterher zu reisen. Dort erleben die zwei Münchener sowohl das großstädtische Nachtleben zusammen mit den attraktiven Frauen Erna und Lotte, als auch die betrügerischen Machenschaften des angeblichen Barons Wickinger. 
Nach den auch mit Hilfe von Alfred Schulze überstandenen „Abenteuern“ in Berlin, steht Xaver Speckmeier einer Verbindung seiner Tochter Anni mit Alfred nun nicht mehr im Wege. Stolz erzählt Xaver nach Rückkehr aus Berlin  auch seinen Stammtischbrüdern von der bevorstehenden Heirat seiner Tochter.

## Produktionsnotizen
Die Dreharbeiten zu Links der Isar – rechts der Spree fanden von Februar bis März 1940 statt. Die Innenaufnahmen entstanden in den UFA-Ateliers in Neubabelsberg, dem heutigen Studio Babelsberg in Potsdam. Die Außenaufnahmen wurden in Ehrwald-Obermoos in der Nähe der Zugspitze gedreht. Die Uraufführung von Links der Isar – rechts der Spree war am 5. September 1940 in München. In Berlin wurde der Film erstmals am 20. September 1940 im Union Theater Friedrichstraße gezeigt. Am 1. August 1940 erging durch die nationalsozialistische Filmprüfstelle ein entsprechendes Jugendverbot für den Film.
Die Bauten stammen von den Filmarchitekten Hanns H. Kuhnert. Die Musik für den Film komponierte Ludwig Schmidseder, die mit Liedtexten von Günther Schwenn versehen waren. Die Aufnahmeleitung bei dieser Produktion hatten Ludwig Kühr und Wilhelm Sausmikat.

## Rezeption
„Bedeutungsloses Lustspielchen mit familären Verwicklungen um ein bayrisch-preußisches Liebespaar, das sich geradezu quälend langweilig dahinschleppt.“

„Als der Bayer Xaver nach Berlin fährt, schwinden allmählich seine Vorurteile gegen die Bewohner dieser Stadt. Auch die Heirat seiner Tochter Anni mit einem berliner Jungen ist nun kein Tabu mehr.“